# Puerto Rico Open 1990
Puerto Rico Open 1990 — жіночий тенісний турнір, що проходив на відкритих кортах з твердим покриттям Hyatt Regency Cerromar Hotel у Дорадо. (Пуерто-Рико). Належав до турнірів 4-ї категорії в рамках Туру WTA 1990. Турнір відбувся увосьме і тривав з 22 до 27 жовтня 1990 року. Друга сіяна Дженніфер Капріаті здобула титул в одиночному розряді й отримала 27 тис. доларів США.

## Фінальна частина

### Одиночний розряд
Дженніфер Капріаті —  Зіна Гаррісон-Джексон 5–7, 6–4, 6–2
- Для Капріаті це був 1-й титул в одиночному розряді за кар'єру.

### Парний розряд
Брюховець Олена Вікторівна /  Наталія Медведєва —  Емі Фрейзер /  Джулі Річардсон 6–4, 6–2

## Приімітки
1. ↑  Джон Барретт, ред. (1991). The International Tennis Federation : World of Tennis 1991. London: Collins Willow. с. 171. ISBN 9780002184038.
2. ↑  Bloch Shallouf, Renee; Clerys, Doug, ред. (1991). 1991 Жіноча тенісна асоціація Media Guide. Miami: WTA. с. 350.